# Chaillac
 Chaillac ist eine französische Gemeinde mit 1.031 Einwohnern (Stand 1. Januar 2022) im Département Indre in der Region Centre-Val de Loire; sie gehört zum Arrondissement Le Blanc und zum Kanton Saint-Gaultier.

## Lage
Chaillac liegt an den Flüssen Allemette und Anglin, in den hier der Bel Rio einmündet. Im Norden verläuft der Portefeuille.
Nachbargemeinden sind Dunet im Norden, Sacierges-Saint-Martin im Nordosten, Roussines und La Châtre-Langlin im Osten, Cromac im Südosten, Beaulieu im Süden, Bonneuil im Südwesten, Tilly im Westen und Lignac im Nordwesten.

## Bevölkerungsentwicklung
| Jahr      | 1962 | 1968 | 1975 | 1982 | 1990 | 1999 | 2008 | 2012 |
| Einwohner | 1453 | 1358 | 1253 | 1149 | 1246 | 1170 | 1153 | 1103 |

## Sehenswürdigkeiten
- Kirche Saint-Pierre (Monument historique)
- Ruine der Burg Brosse (10. Jahrhundert)
- Dolmen von Les Fromentaux und Les Pierres Nouilles, Menhir von La Bernarderie

## Persönlichkeiten
- Léon-Paul Fargue (1876–1947), Dichter, hat einen Teil seiner Kindheit in Chaillac verbracht